# وقح (مسلسل بريطاني)
وقح (بالإنجليزية: Shameless)‏ هو مسلسل كوميديا دراما بريطاني من إخراج بول أبوت وبطولة آن ماري داف،ديفيد ثريلفول وجيمس مكافوي.المسلسل يتكون من 11 جزء تم عرضه من 2004 حتى 2013.حقق المسلسل نجاح كبير وتم عمل نسخة أمريكية من المسلسل.